# Innocent Grassy
Pour les articles homonymes, voir Grassy.
Innocent Grassy est un homme politique français né le 27 janvier 1752 à Barcelonnette (Alpes-de-Haute-Provence) et décédé le 25 juin 1813 à Paris.
Notaire à Barcelonnette, officier municipal sous la Révolution, administrateur du département, il est ensuite juge de paix et président du tribunal criminel puis commissaire du gouvernement près le tribunal civil de Barcelonnette. Il est député des Basses-Alpes de 1803 à 1813.
Aujourd'hui, on peut retrouver des descendants d'Innocent Grassy dans la région de Lyon.